# Бригада Каменной Стены
Бригада Каменной Стены (англ. The Stonewall Brigade) — самая известная бригада армии Конфедерации во время Гражданской войны в Америке, равно как и в американской истории вообще. Она была обучена и возглавлена генералом Джексоном Каменная Стена, профессором вирджинского военного института. Его жёсткая программа обучения и строгие правила военной дисциплины превратили неопытных рекрутов в самую эффективную часть армии Юга, которая проявила себя во многих боях от Первого Бул-Рана до сражения при Спотсильвейни. Это была единственная бригада в армии Конфедерации, прозвище которой было официально утверждено Конгрессом (30 мая 1863 года).

## Формирование
17 апреля 1861 года Вирджиния приняла решение о сецессии, но об этом временно умолчали. Требовалось как можно скорее занять стратегически важный город Харперс-Ферри и губернатор Джон Летчер призвал вирджинское ополчение для обороны этого города. По всей долине Шенандоа начали формироваться роты и перебрасываться в Харперс-Ферри. Очень скоро стало понятно, что новобранцам требуется опытный командир и генерал Ли направил туда Томаса Джексона.
Джексон принял командование над тем, что тогда называлось «Армия Шенандоа». Это были 4500 необученных вирджинцев, вооруженных, чем придется, вплоть до охотничьих ножей. Джексон сразу начал наводить порядок и сводить отдельные роты в полки. Пять полков и батарею свели в «Первую Бригаду Вирджинских добровольцев». В этой бригаде было 49 рот. 27-й вирджинский полк был самый маленький, фактически батальон, потому что не насчитывал 10 рот. Батареей была так называемая «Рокбриджская Артиллерия», которой командовал Уильям Нельсон Пендлтон.
Бригада была сформирована Джексоном в Харперс-Ферри 27 апреля 1861 года. Она состояла из 2, 4, 5, 27 и 33-го вирджинских пехотных полков и артиллерийской батареи из округа Рокбридж. 13 рот бригады были набраны в западных округах, которые стали потом частью Западной Вирджинии. Бригаду включили в Вирджинскую Армию, потом, 15 мая, в Армию Шенандоа, а 20 июля — в армию Долины.

## 1861
Сначала бригада Джексона называлась «Первая Вирджинская Бригада» и с таким названием участвовала в Первом сражении при Булл-Ран, где имела следующий состав:
- 2-й Вирджинский пехотный полк пк. Джеймса Аллена
- 4-й Вирджинский пехотный полк пк. Джеймса Престона
- 5-й Вирджинский пехотный полк пк. Кентона Харпера
- 27-й Вирджинский пехотный полк подп. Джона Эхолса
- 33-й Вирджинский пехотный полк пк. Артур Каммингс, подп. Уильям Генри Фицхью Ли
- Рокбриджская артиллерия лейт. Джона Брокенбро

В ходе сражения и Джексон и бригада получили прозвище «Каменная Стена». Этим названием бригада обязана южнокаролинскому генералу Бернарду Би. Его точные слова не записаны, но предположительно он сказал: «Там стоит Джексон, как каменная стена! Присоединимся к нему! Вставайте за вирджинцами!» Этот момент стал переломным в ходе того первого сражения гражданской войны, когда федеральная армия была остановлена и обращена в бегство. Джексон получил повышение, но время от времени командовал этой бригадой. Его первым заместителем в качестве бригадного командира стал Ричард Гарнетт.

Получив приказ возглавить силы Конфедерации в долине Шенандоа, Джексон до конца оттягивал момент расставания со своей бригадой. Когда же это стало неизбежным, он выехал перед строем, и, приподнявшись в стременах, воскликнул:
— В армии Шенандоа вы были Первой бригадой! В Потомакской армии вы были Первой бригадой! Во Втором корпусе армии вы — Первая бригада! Вы — Первая бригада по любви к своему генералу! И я надеюсь, что вы навсегда останетесь Первой бригадой в этой нашей второй Войне за независимость. Прощайте!

## 1862
13 марта 1862 года Армия Долины вошла в состав Северовирджинской армии генерала Джозефа Джонстона. Джексон и его бригада действовали в долине Шенандоа, обеспечивая левый фланг армии Джонстона. Во время кампании в долине случилось первое и последнее поражение Джексона за ту войну — первое сражение при Кернстауне 25 марта 1862 года. 
Ориентируясь на ложные разведданные, Джексон приказал бригаде атаковать численно превосходящую федеральную армию. Когда бригада израсходовала боеприпасы и оказалась под угрозой окружения, генерал Гарнетт приказал отступать, открыв фланг бригады Фалкерстона, которая тоже вынуждена была отойти. Джексон был в ярости от этого действия, предпринятого без его разрешения, Гарнетт был отстранен от командования и отдан под суд. Впоследствии он погиб в битве при Геттисберге, во время «атаки Пикетта». Командиром бригады был назначен Чарльз Уиндер. За четыре недели бригада прошла более 400 миль, участвовала в шести удачных сражениях и помогла Джексону добиться стратегической победы на Восточном театре. За свою исключительную мобильность (в частности, за марш, когда она прошла 57 миль за 51 час), бригады Джексона получили прозвище «пешая кавалерия Джексона».
После кампании в долине бригада была переброшена на усиление армии генерала Ли на Вирджинском полуострове. Во время Семидневной битвы, в бою при Гэинс-Милл, бригада штурмовала правый фланг федеральной армии.
В северовирджинскую кампанию бригада понесла тяжелые потери 9 августа 1862 года в бою у Кедровой горы, когда был убит генерал Виндер. Джексон лично наводил порядок в своей бригаде и сам повел её в бой. Ещё более тяжелые потери бригада понесла во время второго сражения при Бул-Ране. 30 августа бригада отбила атаку федеральной «Железной Бригады» и сама перешла в контратаку. Командир бригады, Уильям Бэйлор, был убит.
Командование принял полковник Эндрю Григсби — с ним бригада участвовала в Мерилендской кампании и в сражении при Энтитеме. Бригада защищала Вествуд и попала под удар противника первые же минуты сражения.
Григсби так и не был утвержден в должности по неизвестным сейчас причинам. Место него был назначен бригадный генерал Элиша Пакстон, в прошлом командир 27-го вирджинского полка, затем — офицер штаба Джексона. Под командованием Пакстона бригада участвовала в битве при Фредериксберге. В этом сражении, находясь в составе дивизии Тальяферро, бригада стояла на правом фланге армии и участвовала в атаке на федеральную дивизию Джорджа Мида, однако в целом была задействована не активно.
Всего в 1862 году бригада потеряла более 1200 человек.

## 1863
Во время сражения при Чанселорсвилле бригада действовала в составе дивизии Исаака Тримбла и принимала участие в знаменитом фланговом маневре Джексона 2 мая 1863 года. 3 мая бригада приняла участие в бою за высоту Фэйрвью, во время третьего штурма высоты она ворвалась в траншеи противника, но была выбита контратакой. Из 2 000 человек было потеряно около 600, в их числе и сам генерал Пакстон.
Командир 13-го вирджинского полка, полковник Джеймс Уокер, был повышен в звании до бригадного генерала и принял командование бригадой. На тот момент бригада состояла из пяти полков:
- 2-й вирджинский: полк. Джон Наденбуш
- 4-й вирджинский: май. Уильям Терри
- 5-й вирджинский: полк. Джон Фанк
- 27-й вирджинский: подп. Даниель Шривер
- 33-й вирджинский: кап. Джекоб Голледей

Во время сражения при Геттисберге бригада входила в состав дивизии Джонсона из корпуса Эвелла. Дивизия пришла на поле боя вечером 1 июля, когда федеральная армия отступала на Кладбищенский Холм. Дивизию можно было использовать для развития успеха и атаки на Кладбищенский Холм, но по ряду причин это осуществлено не было. 2 июля, когда дивизия Джонсона штурмовала Калпс-Хилл, «Бригада Каменной стены» находилась в тылу. Она была задействована для атаки на Калпс-Хилл на следующий день 3 июля, но не смогла взять позиции северян.
В этом бою в рядах 2-го вирджинского полка сражался рядовой Уэсли Калп, который и погиб в этом бою, в нескольких сотнях метров от своего собственного дома.
Потери бригады под Геттисбергом были относительно невелики: было убито 2 офицера и 33 рядовых, ранено 20 офицеров и 188 рядовых, пропало без вести 6 офицеров и 81 рядовой, итого всего 330 человек.

## 1864

Позиция бригады Уокера при Спотсильвейни

Во время Оверлендской кампании бригада участвовала в сражении в Глуши, сражаясь на шоссе Оранж-Кортхаус-Тернпайк. В Битве при Спотсильвейни бригада стояла на левом фланге «подковы мула», на участке, известном как «кровавый угол», где 2-й корпус Уинфилда Хэнкока предпринял массированную атаку. В  кровопролитном рукопашном бою бригада потеряла около 200 человек убитыми, ранеными или попавшими в плен в числе 6 тысяч южан, взятых северянами в плен в тот день. В плен попал и Джексон, командир дивизии, а Уокер был серьёзно ранен. Сражение при Спотсильвейни стало концом боевого пути «Бригады Каменной Стены». Она была расформирована, а немногие выжившие солдаты сведены в один небольшой полк, включённый в состав бригады Вильяма Терри. Полк участвовал в кампании в Долине (1864), которую вёл генерал Джубал Эрли. Полк проявил себя в сражении при Монокаси 9 июля 1864 года, когда прорвал позиции противника и открыл дорогу на Вашингтон. Позже армия Эрли была разбита Филипом Шериданом и присоединилась к северовирджинской армии генерала Ли, участвуя в осаде Петерсберга и Аппоматоксской кампании. Из 6 000 человек, служивших в «Бригаде Каменной Стены», к моменту капитуляции при Аппоматтоксе оставалось всего 219, в званиях не выше капитана.

## Знаменитые члены бригады
Из рядов бригады Каменной Стены вышло 8 генералов Северовирджинской армии: Уильям Бэйлор, Элиша Пакстон, Джеймс Уокер, Уильям Терри, Уильям Пендлтон, Джон Эчолс и Джон Маккаусланд. Полковник Джеймс Аллен был рекомендован к повышению до бригадного генерала, но погиб при Гейнс-Милл до повышения. Абрам Спенглер практически стал генералом в 1865 году, но о нём забыли в суматохе эвакуации Ричмонда.
В бригаде так же служил Роберт Ли Младший, сын генерала Ли - он был рядовым Рокбриджской артиллерии. Его племянник Уильям Фицхью Ли был подполковником 33-го вирджинского полка и умер от ран, полученных в сражении при Булл-Ран. В Рокбриджской артиллерии даже служили два сына федерального адмирала Дэвида Портера.
Среди ротных командиров был Сэмуэль Летчер, брат губернатора Вирджинии. Полковник Фредерик Холлидей командовал 33-м вирджинским полком и покинул армию по болезни. В 1878 году он стал губернатором Вирджинии.

## В наше время
В настоящее время американский 116-й пехотный полк (англ. 116th Infantry Brigade Combat Team) ведёт своё происхождение от 5-го вирджинского пехотного полка, одного из пяти полков бригады Джексона. На знамени полка изображены отдельные сцены из истории «Бригады Каменной Стены».

## Интересные факты
На открытии в июле 1891 года на могиле Джексона на Лексингтонском кладбище внушительной статуи «Каменной стены», собралось 30 тысяч человек. В центре внимания всего города оказались оставшиеся в живых ветераны из бригады «Каменной стены», одетые в вылинялые и изодранные серые униформы. В ночь перед открытием памятника все бывшие солдаты Джексона неожиданно исчезли. Поиск привёл на кладбище, где солдаты расположились на своих одеялах вокруг статуи Джексона. Просьбы оставить это сырое пристанище и воспользоваться гостеприимством горожан не возымели действия.

## Командиры
| Бр. ген. Джексон «Каменная Стена» | 27 апреля, 1861 — 28 октября 1861 |
| Бр. ген. Ричард Брук Гарнетт      | 14 ноября 1861 — 25 марта 1862    |
| Бр. ген. Чарльз Уиндер            | 25 марта 1862 — 9 августа 1862    |
| Полк. Уильям Бэйлор               | 9 августа 1862 — 30 августа 1862  |
| Полк. Эндрю Григсби               | 30 августа 1862 — 6 ноября 1862   |
| Бр. ген. Элиша Пакстон            | 6 ноября 1862 — 3 мая 1863        |
| Бр. ген. Джеймс Уокер             | 14 мая 1863 — 12 мая 1864         |
| Бр. ген. Уильям Терри             | 20 мая 1864 — до конца войны.     |

## Сноски
1. ↑  David G. Martin, Jackson's Valley Campaign: November 1861 - June 1862, Da Capo Press, 2003 С. 34
2. ↑  Robertson, 1977, p. 4 - 7.
3. ↑  Robertson, 1977, p. 8 - 11.
4. 1 2  «Северная Америка. Век девятнадцатый»: Исторические анекдоты о Томасе «Каменной стене» Джексоне Архивная копия от 23 октября 2013 на Wayback Machine
5. ↑  History of the Stonewall Brigade Архивная копия от 19 декабря 2012 на Wayback Machine  (недоступная ссылка с 11-03-2014 [4145 дней] — история, копия)
6. ↑  Reports of Maj. Gen. Edward Johnson. Дата обращения: 3 января 2013. Архивировано из оригинала 2 мая 2012 года.
7. ↑  Robertson, 1977, p. 17.
8. ↑  Robertson, 1977, p. 19.
9. ↑  Robertson, 1977, p. 20.